# Mandevilla matogrossana
Mandevilla matogrossana är en oleanderväxtart som beskrevs av J.F.Morales. Mandevilla matogrossana ingår i släktet Mandevilla och familjen oleanderväxter. Inga underarter finns listade i Catalogue of Life.